# Haemonides cronis
Haemonides cronis is een vlinder uit de familie Castniidae. De wetenschappelijke naam van de soort is, als Papilio cronis, in 1775 door Pieter Cramer gepubliceerd.
De soort komt voor in het Neotropisch gebied van Mexico tot Brazilië.

## Ondersoorten
- Haemonides cronis cronis (Suriname, Mexico, Trinidad)
  - = Castnia cronissa Godart, 1824
  - = Castnia cronis var. corningii H.Edwards, 1891
  - = Castnia lutea Houlbert, 1917
  - = Haemonides urichi Lathy, 1923
  - = Haemonides cronis urichi Lamas, 1995
- Haemonides cronis emiliae (Fassl, 1921) (Brazilië)
  - = Castnia emiliae (Fassl, 1921)
- Haemonides cronis odila (Houlbert, 1917) (Peru)
  - = Castnia odila Houlbert, 1917